# St. Nikolaus (Unterauerbach)

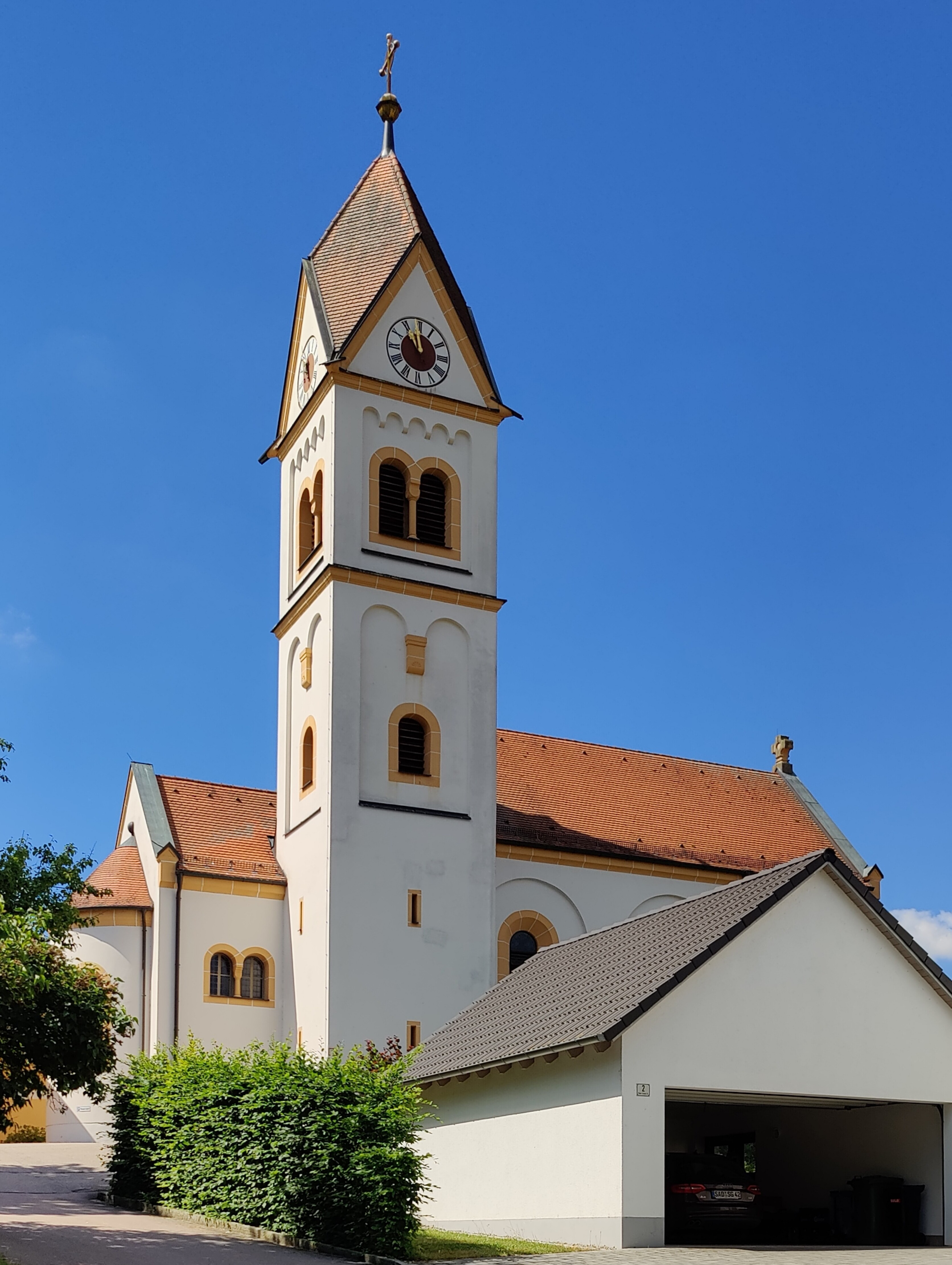
St. Nikolaus Unterauerbach

St. Nikolaus ist eine katholische Kirche im oberpfälzischen Unterauerbach. 
Sie ist Pfarrkirche der Pfarrei Unterauerbach, welche zur Pfarreiengemeinschaft Kemnath-Fuhrn – Schwarzach-Altfalter – Unterauerbach zum Dekanat Nabburg der Diözese Regensburg gehört.

## Lage
Die Kirche befindet sich auf einem kleinen Hügel in der Ortsmitte von Unterauerbach.

## Geschichte
Unterauerbach besaß schon 1325 eine Kirche. Im 15. und 16. Jahrhundert gab es in Unterauerbach neben dem Pfarrer einen Frühmesser. Mitterauerbach gehörte zunächst zur Pfarrei Unterauerbach, erhielt aber 1482 eine eigene Pfarrei. Der Turm der Nikolauskirche in Unterauerbach stürzte 1488 ein. Von 1556 bis 1627 war Unterauerbach evangelisch. Mit der Gegenreformation bekam das Auerbachtal 1639 wieder einen katholischen Pfarrer.
Zu dieser Zeit gehörten Mitterauerbach und Unterauerbach zur Pfarrei Schwarzhofen, womit die Unterauerbacher nicht einverstanden waren. Sie kämpften energisch darum, wieder eine selbständige Pfarrei zu werden, was ihnen 1744 endlich gelang. Mitter- und Oberauerbach gehörten trotz gegenteiliger Bemühungen der Pfarrer von Unterauerbach weiterhin zu Schwarzhofen.
Im 19. Jahrhundert war die Kirche in Unterauerbach baufällig geworden und wurde 1902 durch die jetzige im neuromanischen Stil erbaute Kirche ersetzt. H. H. E. Dünnbier war der Architekt. Die Kirche wurde am 8. Juli 1920 durch den Regensburger Bischof Antonius v. Henle konsekriert. Pfarrer Zormeier gelang es 1921 schließlich, Mitterauerbach nach Unterauerbach einzupfarren.

## Ausstattung

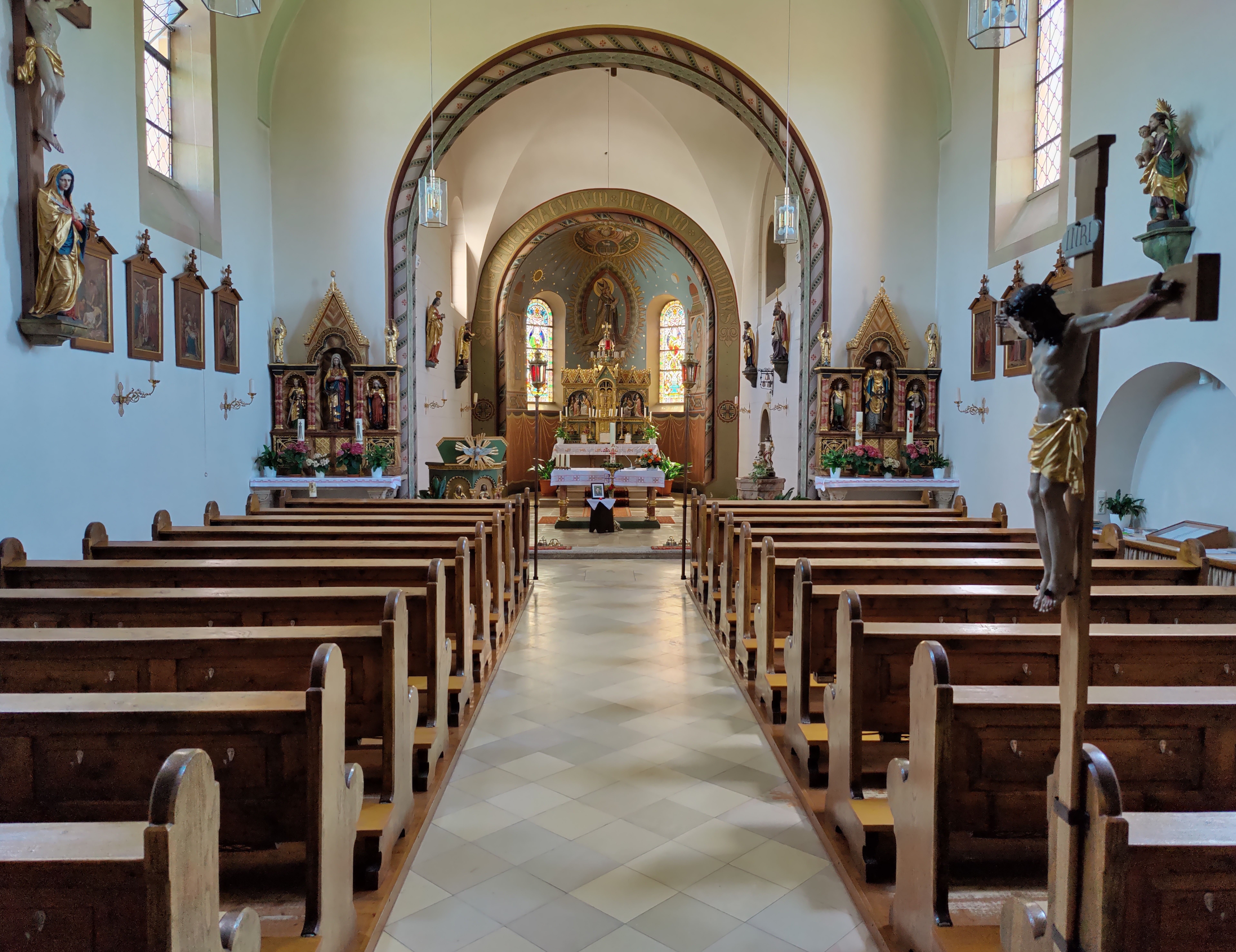
Innenraum (2022)

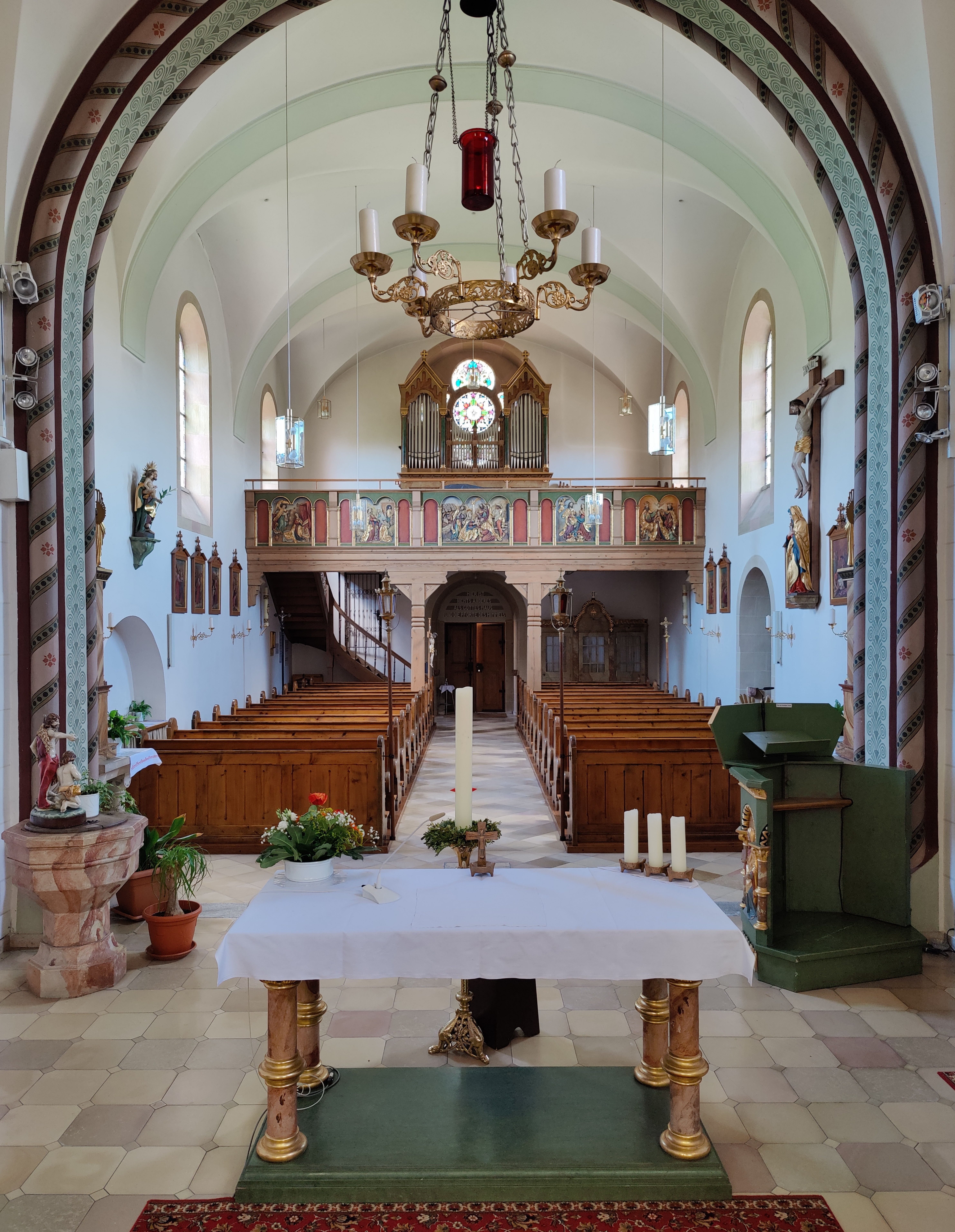
Blick zur Orgel

Die Kirche ist 170 m2 groß und verfügt über 230 Sitzplätze und 250 Stehplätze. Sie hat einen Hochaltar, einen Versusaltar und zwei Seitenaltäre. Der Hochaltar hat die Form eines Reliquienschreines des hl. Nikolaus mit Bildern aus dem Leben des Heiligen. Außerdem sind an ihm dargestellt die Symbole der vier Evangelisten, die Marterwerkzeuge Jesu Christi und die vier abendländischen Kirchenväter.
Im Presbyterium befindet sich eine Madonna aus dem 15. Jahrhundert und die Figuren der Heiligen Nikolaus, Petrus und Paulus aus dem Jahr 1983.
Die Seitenaltäre stellen das Herz Mariens mit der hl. Margaretha und der hl. Barbara sowie das Herz Jesu mit dem hl. Michael und dem hl. Georg dar.
Die ehemalige Kanzel wird jetzt als Ambo genutzt.
Die Altäre, Beichtstuhl und Ambo wurden vom Bildhauer Hans Loibl aus Stadtamhof, Regensburg geschaffen.
Das Kruzifix auf der Nordseite stammt aus dem 18. Jahrhundert, die Mater dolorosa darunter aus dem 20. Jahrhundert.
Zwei bunte Kirchenfenster in der Apsis stellen die hl. Elisabeth und den hl. Johannes den Täufer dar.

## Orgel
1910 wurde eine pneumatische Orgel aus der Werkstatt Binder & Sohn (Regensburg) mit 11 Registern auf zwei Manualen und Pedal angeschafft. Das Werk wurde 1931 von Eduard Hirnschrodt und 1982 von Johann Rickert (Regensburg) renoviert.

## Glocken
Nach den beiden Weltkriegen, denen die ursprünglichen Glocken – bis auf die kleinste: St. Josef, 300 kg, Schlagton cis2, 1929 – zum Opfer gefallen waren, wurden 1951 drei neue Glocken der Glockengießerei Hamm-Hofweber in Regensburg gekauft:
- St. Nikolaus, 700 kg, Schlagton fis1
- Hl. Familie, 400 kg, Schlagton a1
- St. Heinrich und Kunigunde, 350 kg, Schlagton h1